# Я иду искать 2
«Я иду искать 2» (англ. Ready or Not 2: Here I Come) — будущий американский комедийный фильм ужасов режиссёров Мэтта Беттинелли-Олпина и Тайлера Гиллетта по сценарию Гая Бьюсика и Р. Кристофера Мёрфи. Сиквел фильма «Я иду искать» (2019). Главные роли в фильме исполнили Самара Уивинг, Кэтрин Ньютон, Кевин Дюранд, Дэвид Кроненберг, Сара Мишель Геллар и Элайджа Вуд.

## Сюжет
Подробности сюжета держатся в тайне.

## В ролях
- Самара Уивинг — Грейс Маккаллей, бывшая невестка семьи Ле Домас.
- Кэтрин Ньютон
- Сара Мишель Геллар
- Кевин Дюран
- Дэвид Кроненберг
- Элайджа Вуд
- Шон Хэтоси
- Нестор Карбонелл
- Оливия Ченг

## Производство
12 октября 2024 года, на специальном показе фильма «Я иду искать» (2019), компания Searchlight Pictures объявила о разработке сиквела совместно с Radio Silence Productions. Самара Уивинг вновь сыграет свою роль из оригинального фильма. Также вернулись сценаристы Гай Бьюсик и Р. Кристофер Мерфи и продюсерская команда. Кэтрин Ньютон присоединилась к актёрскому составу в марте 2025 года. Основные съёмки начались в Торонто 21 апреля 2025 года. К актёрскому составу присоединились Сара Мишель Геллар, Элайджа Вуд, Кевин Дюран, Дэвид Кроненберг, Шон Хатоси и Нестор Карбонелл. Было объявлено официальное название фильма — Ready or Not: Here I Come. 12 мая Deadline сообщил, что Геллар «только что закончила съёмки в Торонто». Съёмки завершились к 5 июня 2025 года, и фильм был переименован в Ready or Not 2: Here I Come. Стало известно, что Оливия Ченг получила роль в фильме.
Премьера фильма запланирована на 10 апреля 2026 года.